# Atlético Fluminense Clube
O Atlético Fluminense Clube foi um clube esportivo brasileiro da cidade de Manaus, capital do estado do Amazonas. O clube teve alguma notoriedade ao disputar quatro edições do Campeonato Amazonense de Futebol e também por se consagrar tetracampeão amazonense de Basquete.

## História
O Fluminense foi fundado por jovens de origem modesta, e atuou inicialmente no futebol suburbano de Manaus. Fundado no dia 14 de Janeiro de 1935, em dia símbolo que dá o nome ao bairro que representou nos torneios de subúrbio e logo depois também nos campeonatos oficiais. O "tricolor" se dedicou aos mais variados esportes como o futebol, o vôlei, o basquete e também os corridas de ciclismo e de maratonas. 
O clube realizava na década de 60 a "Corrida Ciclística Tiradentes". Sua sede social era muito frequentada no bairro, inclusive pela elite da região. As últimas notícias do clube em atividade são da década de 60.

### Sedes
O clube em seus primeiros passos esteve sediado no Centro de Manaus, na residência de número 1.423, na Rua Visconde de Porto Alegre. Depois, mudou-se para o bairro que representou em existência, a Praça 14 de Janeiro, se sediando na residência de número 368 da rua Emílio Moreira. A última sede do clube era no mesmo bairro, porem, em outra rua, desta vez na Rua Jonathas Pedrosa, residência de número 1.368.

## Participações no Estadual
O Fluminense baré disputou o Campeonato Amazonense de Futebol nas temporadas de 1946, 1948, 1949 e 1951. Disputou a elite pela primeira vez em 1946 e sem êxito, acabou voltando para a segunda divisão, da qual veio a ser campeão em 1947 e assim retornando a elite. 

## Símbolos

### Nome e escudo
O nome do clube se deu em clara homenagem ao Fluminense Football Club do Rio de Janeiro, e por isso adotou também as mesmas cores e escudo similar ao da agremiação carioca. A nomenclatura oficial do clube se espelhou no Atlético Rio Negro Clube de Manaus, e, ao contrário do clube do Rio, ele não adotou o "Football Club" e sim o "Atlético" antes e o "Clube" depois de seu nome de uso, assim como o clube amazonense.

## Títulos
- Campeonato Amazonense de Basquetebol(M) - 1942, 1943, 1944 e 1945
- Campeonato Amazonense de Futebol - Segunda Divisão - 1947
- Circuito Baré(Maratonas) - 1942, 1943, 1944 e 1945